# کبوترک خاکستری
کبوترک خاکستری (نام علمی: Xolmis cinereus) نام یک گونه از سرده کبوترک‌ها است.